# Arquebisbat de Belo Horizonte

Regional CNBB Leste 2.

Arquebisbat de Belo Horizonte.

L'arquebisbat de Belo Horizonte (alemany:  Arquidiocese de Belo Horizonte, llatí: Archidioecesis Bellohorizontina) és una seu metropolitana de l'Església Catòlica a Brasil, que pertany a la Regió eclesiàstica Leste 2. L'any 2012 tenia 3.324.000 batejats sobre una població de 4.748.000 habitants. Actualment està regida per l'arquebisbe Walmor Oliveira de Azevedo.

## Territori
L'arxidiòcesi comprèn els següents municipis de l'estat brasiler de Minas Gerais: Belo Horizonte, Belo Vale, Betim, Bonfim, Brumadinho, Caeté, Confins, Contagem, Crucilândia, Esmeraldas, Ibirité, Lagoa Santa, Mário Campos, Moeda, Nova Lima, Nova União, Pedro Leopoldo, Piedade dos Gerais, Raposos, Ribeirão das Neves, Rio Acima, Rio Manso, Sabará, Santa Luzia, São José da Lapa, Sarzedo, Taquaraçu de Minas i Vespasiano.
La seu episcopal és la ciutat de Belo Horizonte, on es troba la catedral de Nostra Signora del Buon Viaggio.
El territori s'estén sobre 7.240 km², i està dividit en 266 parròquies, agrupades en 4 regions episcopals i 37 vicariats.

### Esglésies destacades
- Basíliques Menors
  - Basílica de São João Maria Vianney
  - Basílica Nossa Senhora de Lourdes
- Esglésies Patrimoni de la Humanitat 
  - Igreja de São Francisco de Assis, Ouro Prêto
  - Església de Sant Francesc d'Assís, Pampulha

### Província eclesiàstica
La província eclesiàstica de Belo Horizonte, instituïda el 1924, comprèn les següents sufragànies:
- Bisbat de Divinópolis,
- Bisbat de Luz,
- Bisbat de Oliveira,
- Bisbat de Sete Lagoas.

## Història
La diòcesi de Belo Horizonte va ser erigida l'11 de febrer de 1921, mitjançant la butlla Pastoralis sollicitudo del Papa Benet XV, prenent el territori de l'arquebisbat de Mariana, del qual era sufragània originàriament.
L'1 de febrer de 1924 va ser elevada al rang d'arxidiòcesi metropolitana amb la butlla Ad munus Nobis del Papa Pius XI.
El 20 de desembre de 1941, el 16 de juliol de 1955 i l'1 de juliol de 1958 cedí porcions del seu territori per tal que s'erigissin, respectivament, els bisbats d'Oliveira, de Sete Lagoas i de Divinópolis.
El juliol del 1980 va rebre la visita de Joan Pau II

## Cronologia episcopal
- Antônio dos Santos Cabral † (21 de novembre de 1921 - 15 de novembre de 1967 mort)
- João Resende Costa, S.D.B. † (15 de novembre de 1967 - 5 de febrer de 1986 jubilat)
- Serafim Fernandes de Araújo (5 de febrer de 1986 - 28 de gener de 2004 jubilat)
- Walmor Oliveira de Azevedo, des del 28 de gener de 2004

## Estadístiques
A finals del 2012, la diòcesi tenia 3.324.000 batejats sobre una població de 4.748.000 persones, equivalent al 70,0% del total.
| any  | població  | població  | població | sacerdots | sacerdots       | sacerdots       | sacerdots             | diaques | religiosos | religiosos | parròquies |
| ---- | --------- | --------- | -------- | --------- | --------------- | --------------- | --------------------- | ------- | ---------- | ---------- | ---------- |
| any  | batejats  | total     | %        | total     | clergat secular | clergat regular | batejats por sacerdot | diaques | homes      | dones      |            |
| 1950 | ?         | 900.000   | ?        | 225       | 135             | 90              | ?                     |         |            |            | 98         |
| 1958 | ?         | 794.209   | ?        | 263       | 108             | 155             | ?                     |         | 155        | 968        | 78         |
| 1965 | 1.200.000 | 1.300.000 | 92,3     | 292       | 124             | 168             | 4.109                 |         | 210        | 1.250      | 97         |
| 1970 | ?         | 1.300.000 | ?        | 438       | 166             | 272             | ?                     |         | 347        | 1.500      | 106        |
| 1976 | 2.150.000 | 2.400.000 | 89,6     | 374       | 145             | 229             | 5.748                 |         | 324        | 1.400      | 116        |
| 1980 | 2.070.000 | 2.300.000 | 90,0     | 363       | 156             | 207             | 5.702                 |         | 319        | 1.300      | 135        |
| 1990 | 3.067.000 | 3.407.000 | 90,0     | 458       | 194             | 264             | 6.696                 |         | 475        | 1.130      | 177        |
| 1999 | 2.950.720 | 3.934.294 | 75,0     | 573       | 246             | 327             | 5.149                 |         | 789        | 1.488      | 219        |
| 2000 | 3.004.162 | 4.005.549 | 75,0     | 574       | 265             | 309             | 5.233                 |         | 820        | 1.497      | 223        |
| 2001 | 3.149.862 | 4.199.816 | 75,0     | 585       | 268             | 317             | 5.384                 |         | 777        | 1.396      | 242        |
| 2002 | 3.244.231 | 4.325.642 | 75,0     | 548       | 255             | 293             | 5.920                 |         | 795        | 1.508      | 242        |
| 2003 | 3.290.315 | 4.387.087 | 75,0     | 576       | 268             | 308             | 5.712                 |         | 859        | 1.416      | 252        |
| 2004 | 3.162.539 | 4.216.719 | 75,0     | 572       | 275             | 297             | 5.528                 |         | 920        | 1.332      | 257        |
| 2006 | 3.535.715 | 4.715.083 | 75,0     | 609       | 302             | 307             | 5.805                 |         | 950        | 1.612      | 258        |
| 2012 | 3.324.000 | 4.748.000 | 70,0     | 730       | 358             | 372             | 4.553                 | 5       | 822        | 1.378      | 266        |